# Kalarites
Kalarites (in greco Καλαρίτες?)  è una ex comunità della Grecia nella periferia dell'Epiro (unità periferica di Giannina) con 223 abitanti secondo i dati del censimento 2001.
È stata soppressa a seguito della riforma amministrativa, detta Programma Callicrate, in vigore dal gennaio 2011 ed è ora compresa nel comune di Voreia Tzoumerka.
È una comunità arumena sulle pendici del monte Pindo.
Il paese era noto per i suoi argentieri, qui nacque infatti Sotirio Bulgari (Σωτήριος Βούλγαρης) (1958) che fondò a Roma nel 1884 la famosa casa orafa Bulgari.